# Tillingham
Tillingham är en by och en civil parish i Maldon i Storbritannien. Den ligger i grevskapet Essex och riksdelen England, i den sydöstra delen av landet, 70 km öster om huvudstaden London. Orten har 1 015 invånare (2001).
Klimatet i området är tempererat. Årsmedeltemperaturen i trakten är 10 °C. Den varmaste månaden är augusti, då medeltemperaturen är 19 °C, och den kallaste är februari, med 0 °C.